# Turkse ontvoeringen

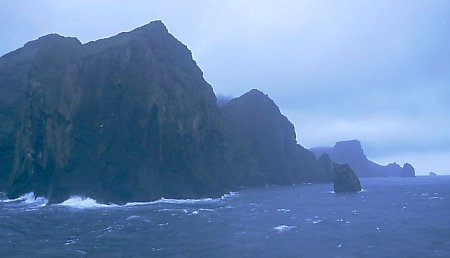
De klippen van de Vestmannaeyjar

De Turkse ontvoeringen (IJslands: Tyrkjaránið) waren een reeks overvallen en gijzelnemingen die in de periode van 4 tot 19 juli 1627 plaatsvonden in IJsland. Zowel Austurland (de oostkust van het eiland) als de Vestmannaeyjareilanden in het zuiden kregen bezoek van vanuit Algiers en Salé opererende Barbarijse zeerovers van deels Nederlandse afkomst. Dat deze acties "Turkse" ontvoeringen genoemd werden, komt omdat Barbarije in de 17e eeuw nominaal onder Ottomaans gezag stond, en in het Noorden iedereen die uit dat gebied kwam al snel als 'Turks' werd omschreven.
In 1627 huurde de uit Haarlem afkomstige zeeroverkapitein Jan Janszoon een slaafgemaakte Deense zeeman in om hem en zijn mannen naar IJsland te loodsen. Daar plunderden zij de stad Reykjavík. Niet tevreden met de gemaakte buit besloot Janszoon om mensen gevangen te nemen om die in Barbarije als slaven te kunnen verkopen. Over het aantal ontvoerden verschillen de bronnen, waarbij de schattingen uiteenlopen van 8 tot 400. Onder hen waren ook Deense en Nederlandse zeelieden.
Allen die tegenstand boden, werden vermoord. De piraten waren alleen geïnteresseerd in jonge en gezonde mensen. Naar verluidt werden de anderen bijeengedreven in een kerk die vervolgens in brand werd gestoken. De zeerovers probeerden ook nog het plaatsje bij fort Bessastaðir aan te vallen, maar werden door kanonvuur en het optreden van de plaatselijke militie van hun plannen weerhouden.
De ontvoerde IJslanders werden verkocht op de slavenmarkt van Salé. De bekendste ontvoerde was Guðríður Símonardóttir die als slavin en concubine in Algiers verbleef maar vrijgelaten werd nadat door koning Christiaan IV van Denemarken losgeld betaald was.